# Vincent Boi-Nai
Vincent Sowah Boi-Nai (ur. 1 stycznia 1945 w Labada) – ghański duchowny rzymskokatolicki, w latach 1999–2022 biskup Yendi.